# Bukaczowce
Bukaczowce – osiedle typu miejskiego w rejonie rohatyńskim obwodu iwanofrankowskiego.
Znajduje tu się stacja kolejowa Bukaczowce, położona na linii Lwów – Czerniowce.

## Historia
Osada została założona w 1438 r. W 1489 r. Bukaczowce uzyskały magdeburskie prawo miejskie; utraciły je między 1932 a 1934 r.
Jerzy Kalinowski, właściciel miasta, ufundował w 1634 r. klasztor bernardynów, który został zniszczony w czasie wojen z Kozakami. Właścicielami miasta w XVIII w byli Łuszczewscy. Franciszek ufundował w 1747 r. parafię i kościół, a jego syn Władysław klasztor reformatów, który skasowano w 1807 r. Później dobra należały m.in. do Augusta Aleksandra Czartoryskiego. W XIX wieku sprawdziła się tutaj rodzina Artura Grottgera. Jego ojciec, Jan Józef pochowany został na miejscowym cmentarzu w 1853 r.
Na początku września 1907 między stacjami Bukaczowce a Żurawne-Nowosielce doszło do katastrofy kolejowej, wykolejenia pociągu nr 318 wyjeżdżającego ze Stanisławowa o 6:25, który był przepełniony (zbyt dużo wagonów doczepionych).
W II Rzeczypospolitej miejscowość była siedzibą gminy wiejskiej Bukaczowce w powiecie rohatyńskim województwa stanisławowskiego.
W latach 1942–1943 Niemcy utworzyli tu getto dla Żydów, których zwożono z okolicznych miejscowości. Część wymordowano na miejscu, a resztę wywieziono do obozów koncentracyjnych. W 1944 nacjonaliści ukraińscy z OUN-UPA zamordowali tutaj 5 Polaków.
W czasie okupacji niemieckiej mieszkająca w Bukaczowcach Józefa Bizior przez kilka miesięcy przechowywała dwoje Żydów. W 1987 roku Instytut Jad Waszem podjął decyzję o przyznaniu jej tytułu Sprawiedliwych wśród Narodów Świata. Tytuł ten otrzymała także jej przyjaciółka Maria Dziankowska, która dostarczyła Żydom tzw. aryjskie papiery.
W 1989 liczyło 1648 mieszkańców.
W 2013 liczyło 1366 mieszkańców.

## Zabytki
- zamek[9]
- kościół parafialny pw. Wszystkich Świętych – murowany, wzniesiony w latach 1822–1825 w miejsce dawnego, drewnianego. Konsekrowany w 1834 r. W latach 1875–1876 jego administratorem był ks. Zygmunt Gorazdowski, późniejszy święty Kościoła katolickiego. W okresie międzywojennym parafia liczyła 2500 wiernych w Bukaczowcach i 8 okolicznych wioskach. Po II wojnie światowej kościół zamieniony na salę gimnastyczną. Oddany katolikom w 1993 r., konsekrowany na nowo w 1994 r[10].

## Urodzeni
- Józef Widawski (w 1882) – ksiądz rzymskokatolicki, uczestnik wojny z bolszewikami 1920 i kawaler Krzyża Walecznych,
- Jakub Rothfeld (w 1884) – neurolog, dziad Jacka Rostowskiego.
- Adolf Limberger (w 1888) – poseł na Sejm Rzeczypospolitej Polskiej III kadencji (1930–1935)[11]. W czasie okupacji niemieckiej przyczynił się do uratowania 70 Żydów[12].
- Antoni Chojcan (5 czerwca 1924 – 4 grudnia 2013) – pułkownik, pilot, żołnierz AK, harcerz, twórca Aeroklubu Wrocławskiego